# Portrait de Willem van Heythuysen
Le Portrait de Willem van Heythuysen est un tableau du peintre néerlandais Frans Hals. Il est réalisé à l'huile sur toile. Il s'agit d'un portrait à taille réelle, de grandes dimensions donc puisqu'il fait 2,04 mètres de haut sur 1,34 m de large. Il a été peint vers 1625-1630. La Alte Pinakothek de Munich l'a acquis en 1969 de la collection Liechtenstein de Vaduz; il est exposé dans la pinacothèque bavaroise sous l'appellation de Bildnis donnes Willem vont Heythuysen.

## Description
Il s'agit d'un des portraits typiques de Hals, qui représente Willem van Heythuysen, marchand qui a bâti sa fortune comme marchand de tissus à Haarlem. C'était un strict calviniste, qui a fondé dans la ville deux asiles, dont l'un existe encore.
Le riche marchand pose à l'instar des aristocrates, avec un pied avancé et la main sur la paume de l'épée, dans une position de confiance en soi presque arrogante. Derrière lui, une tenture  rouge bouche une porte.
Le bourgeois est représenté comme une personne importante, vêtu noblement et entouré de choses belles. Le sens ultime de ce type de portrait peut être de mettre en évidence la vanité des choses, la vie comme une mascarade éphémère, comme l'indiquent spécialement les roses flétries sur le sol.